# 碧荔道
碧荔道（英語：Bisney Road）位於香港島南區薄扶林，屬於香港的傳統豪宅區，為紀念香港開埠初期印度巴斯人富商碧荔而命名。
由於地理位置，碧荔道亦常被定義為西半山的住宅，大部分物業也是擁有被稱為「無敵契」的999年地契年期，物業免繳地租，業權近乎永久擁有。
碧荔道是鄰近多所國際及本地著名學府，亦是外籍人士的熱門聚居地，為港島極為罕有的低密度建築群，該路段的豪宅大多是低密度的建築，普遍是3,4層高的低密度分層或洋房，環境以清幽見稱，樹景怡人，部分更可享有開揚海景。

## 發展
該區至今仍然能維持中低密度的建築布局，最主要是受政府在一九七○年代頒布的行政措施所致，當時有名為「薄扶林延期履行權」的措施，因區內交通基建設施未完善，故須限制該區的物業發展密度，亦直接令區內能維持舒適的居住環境
2014年，特首梁振英提出放寬薄扶林的發展限制，位處於薄扶林的碧荔道將可受惠。
區內新供應短缺，其中華懋持有的碧荔道55至57號正在重建，將會興建分層豪宅及洋房。

## 著名分層豪宅
- 碧荔臺 (Bisney Terrace) (共5座分AB,CD,EF,GH,J座，各有入口)
- 浪頤居 (La Mer) (共2座)
- 域多利花園 (Victoria Garden) (該區罕有30層高大廈，共有2座)
- 帝柏園 (Regent Palisades)(共有5座)

## 洋房屋苑
- Bisney View
- 碧荔花園

## 鄰近
- 數碼港
- 香港大學
- 瑪麗醫院
- 美景臺
- 西島中學
- 英基堅尼地小學
- 弘立書院
- 聖嘉勒女書院